# Leszczyna (województwo małopolskie)
Leszczyna – wieś w Polsce położona w województwie małopolskim, w powiecie bocheńskim, w gminie Trzciana.
Wieś królewska starostwa lipnickiego, położona była w drugiej połowie XVI wieku w powiecie szczyrzyckim województwa krakowskiego. W latach 1975–1998 miejscowość administracyjnie należała do województwa tarnowskiego. Integralne części miejscowości: Kaliszówka, Wichraż, Zagraniczna.

## Położenie i ukształtowanie terenu
Leszczyna znajduje się na wzniesieniach Pogórza Wiśnickiego, które jest częścią Pogórza Zachodniobeskidzkiego, a to z kolei Pogórza Karpackiego. Tereny wsi zajmują grzbiety wzniesień i górne części ich stoków, na wysokości około 280–420 m n.p.m. Są w większości bezleśne, zajęte przez pola u prawne i zabudowania. Jedynym większym kompleksem leśnym jest wzniesienie Wichraż (Wichras). Przez wieś przepływają jedynie niewielki potok Wichracz i źródłowa część potoku Polanka. Przez wieś przebiega droga wojewódzka nr 966 oraz odchodzące od niej lokalne drogi do sąsiednich miejscowości. Z bezleśnych grzbietów szerokie panoramy widokowe na pobliski Beskid Wyspowy, a z wielu miejsc grzbietu Działy widoczne są także Tatry.

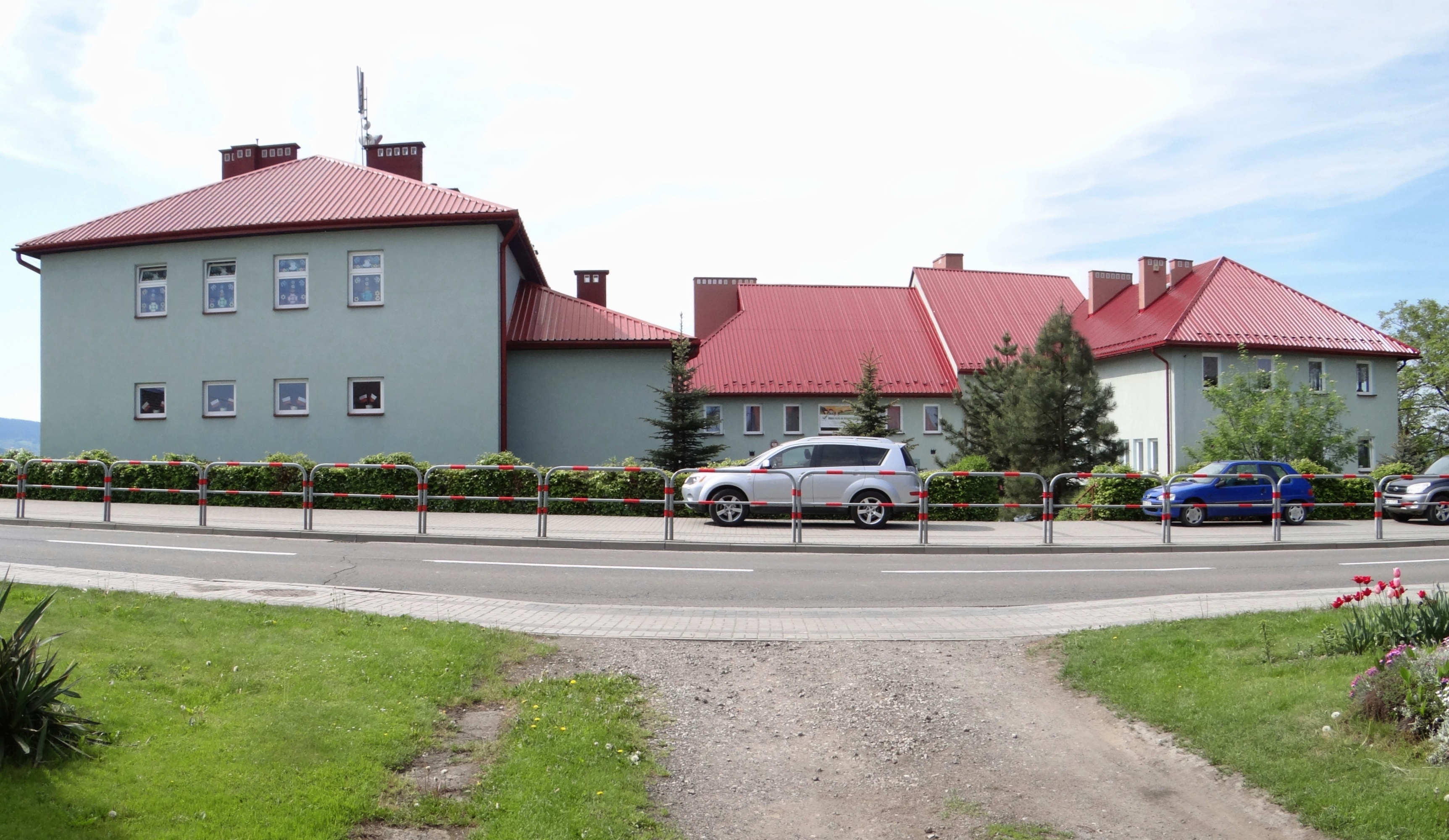
Szkoła
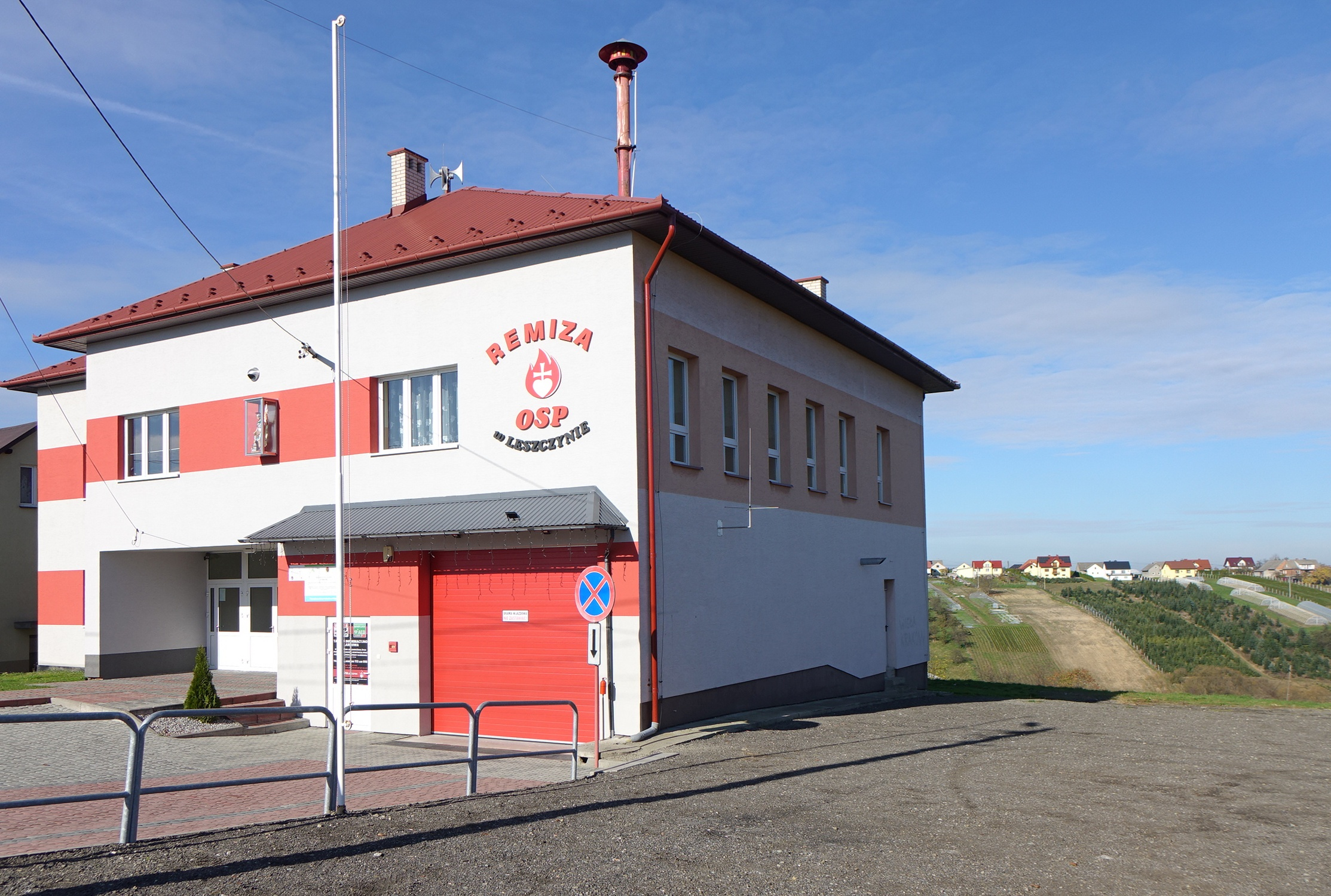
Remiza OSP
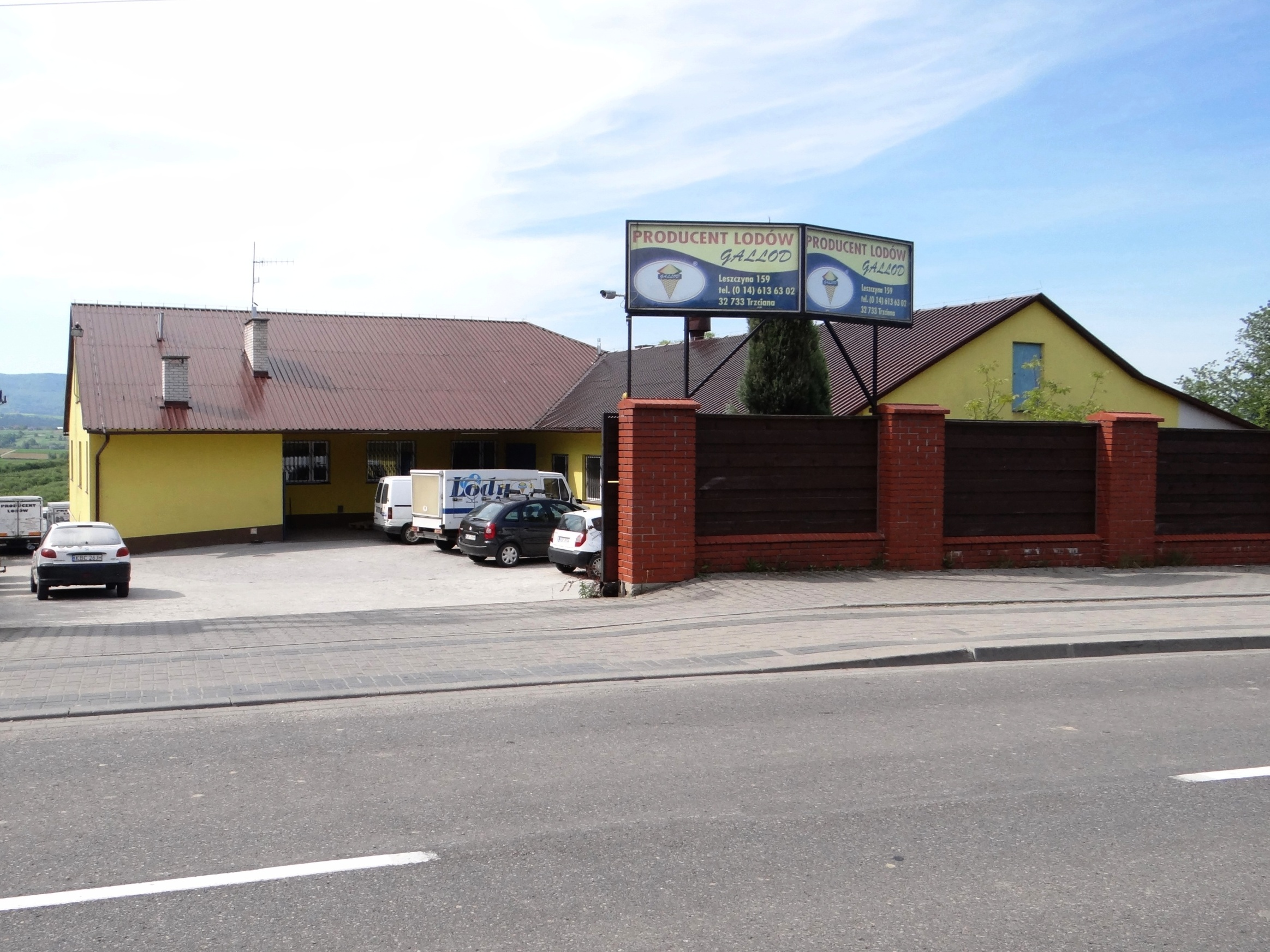
Firma Gallod
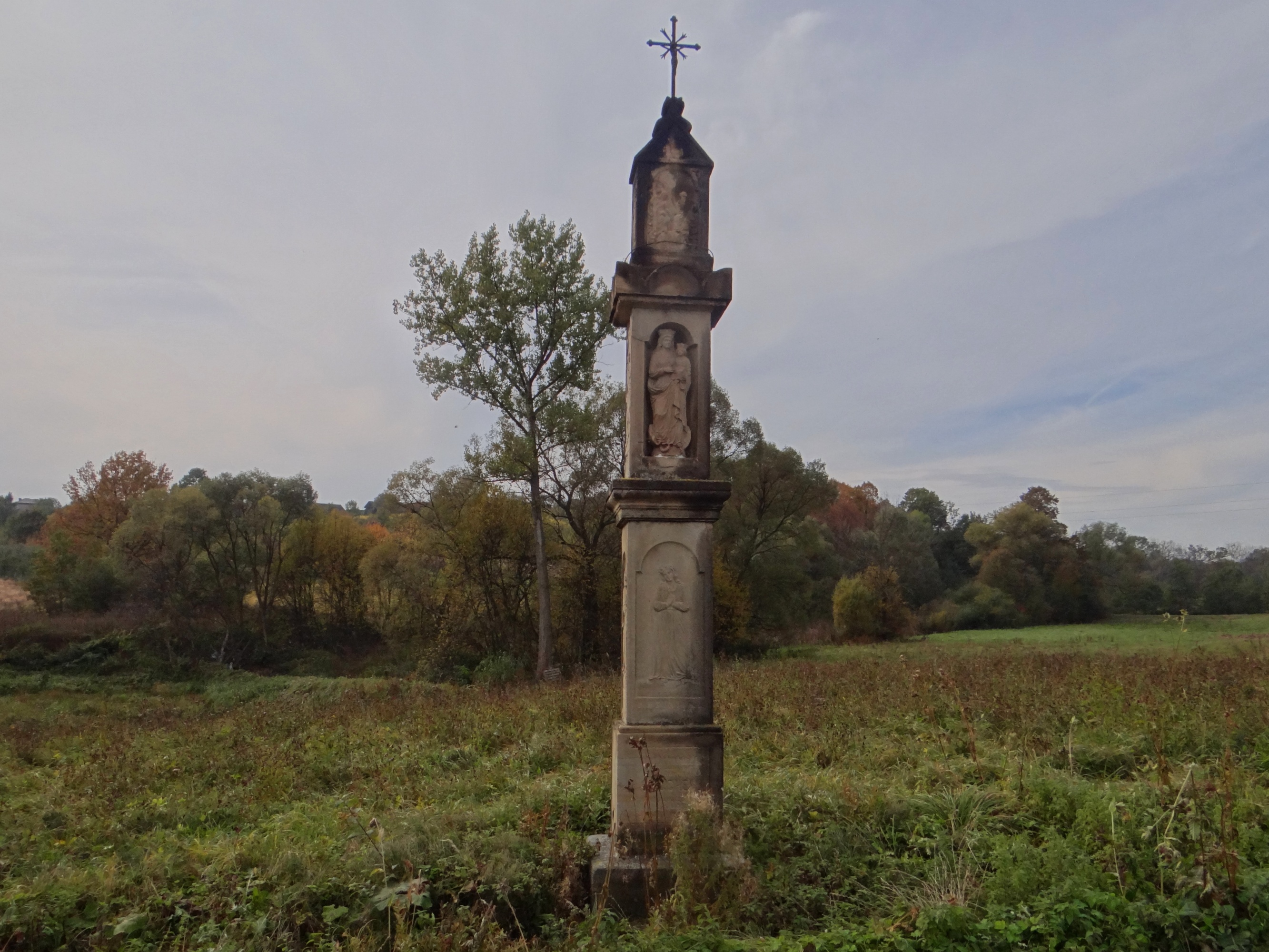
Figurka
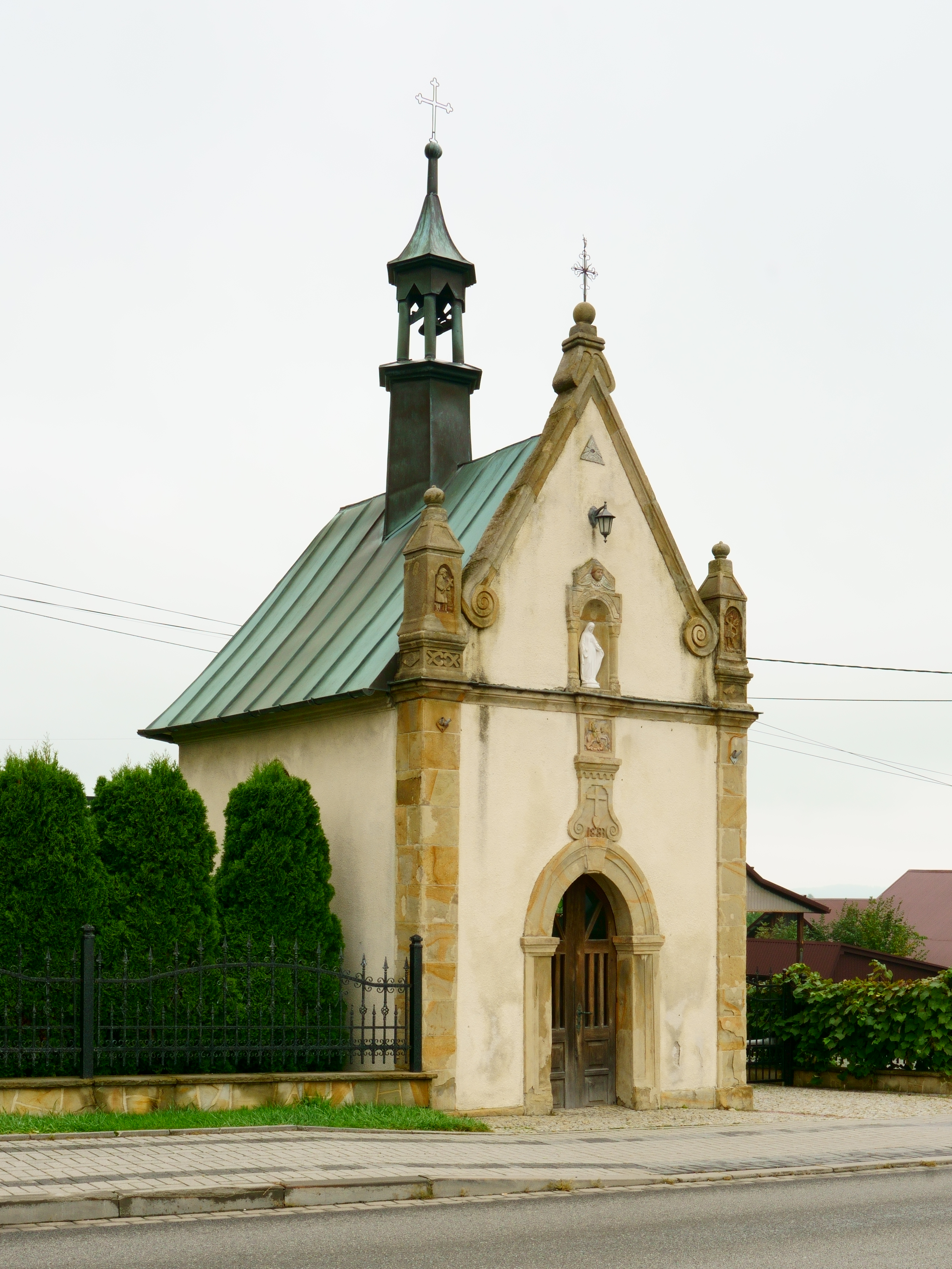
Kaplica z 1883 roku